# Bergstedter Kirche

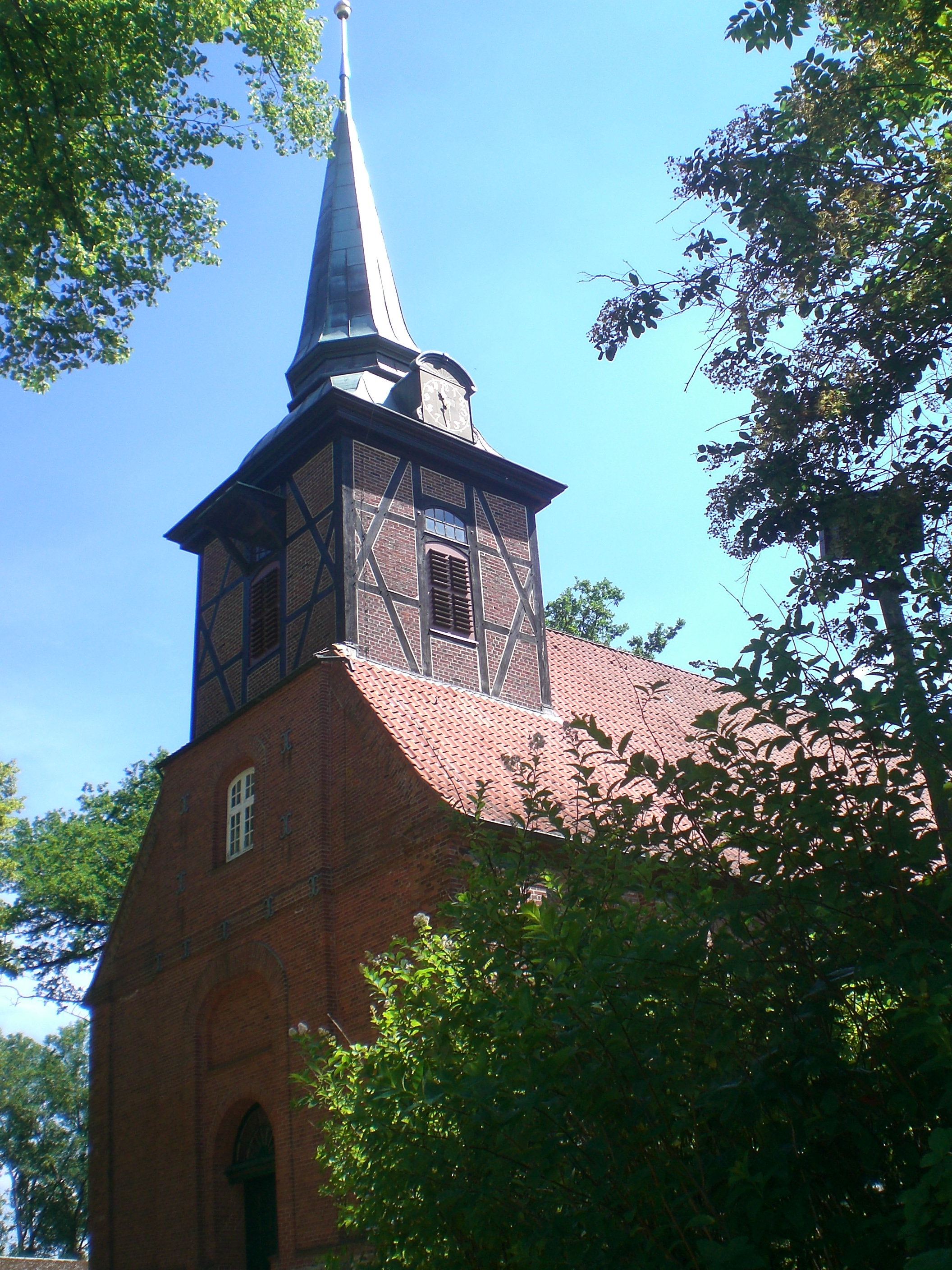
Ansicht des Turms

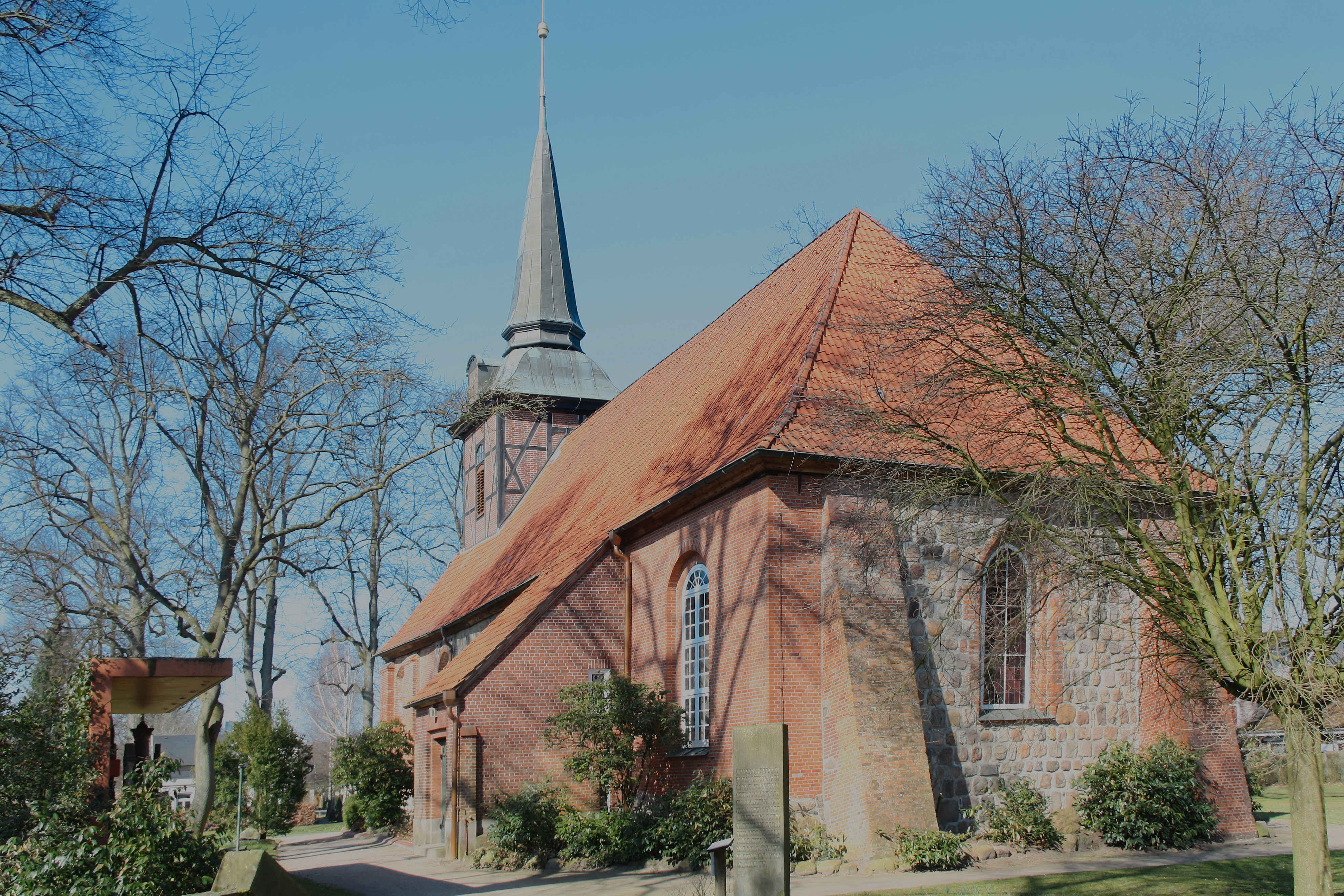
Chorseite

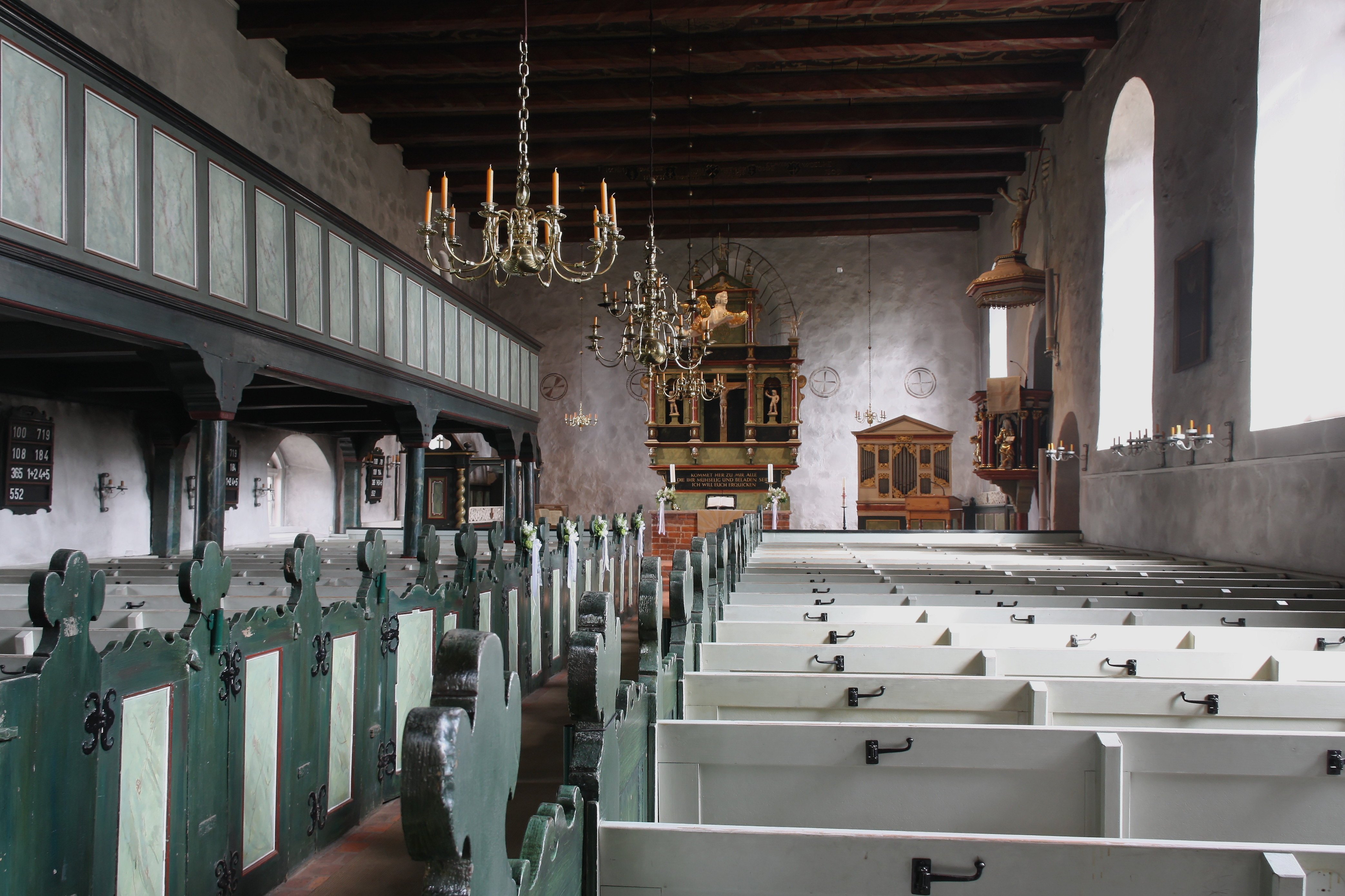
Innenansicht mit Blick auf den Altar

Die Bergstedter Kirche ist eines der ältesten Kirchengebäude im Hamburger Raum mit sehenswerten Kunstwerken. Sie gehört heute zum Hamburger Bezirk Wandsbek und zur Nordkirche. Bis zum Groß-Hamburg-Gesetz gehörten der Ort Bergstedt und damit auch die Kirche zu Stormarn.

## Bau und Erweiterungen bis 1951
Die Kirche wurde in mehreren Abschnitten errichtet und stellt sich heute als Ergebnis verschiedener Bauperioden dar. Die Kirche wurde 1248 zum ersten Mal urkundlich erwähnt. In dieser Urkunde wird sie gleichberechtigt neben der Alt-Rahlstedter Kirche erwähnt, daher ist wie für diese davon auszugehen, dass der erste Kirchenbau in Bergstedt bereits im späten 12. Jahrhundert errichtet wurde. Die ältesten heute noch vorhandenen Teile stammen aus dem frühen 13. Jahrhundert. Ursprünglich war die Kirche ein einfacher romanischer Saalbau mit flacher Decke. In den Außenmauern sind Reste dieses Feldsteinbaus erhalten, er wurde später mit gotischen Elementen erweitert. Die heutige Decke stammt von 1609, ihre Verzierungen aus dem Ende des 17. Jahrhunderts. Zu einer wesentlichen Erweiterung kam es um die Mitte des 18. Jahrhunderts als 1745 bis 1750 unter der Leitung des Architekten Jasper Carstens der Fachwerkturm und die westliche Erweiterung angebaut und dadurch ein vorher vorhandener frei stehender Glockenturm ersetzt wurde.
Vor der Reformation war die Kirche St. Maria und St. Willehad gewidmet.
Von dem Friedhof, der die Kirche ursprünglich umgab, sind außer der Einfriedung des Kirchhofes nur noch Reste erhalten. Auf der Nord- und Westseite der Kirche stehen noch vereinzelte Grabmäler, darunter die Steinplatte für John Miles Sloman. Auf der Südseite wurden einige weitere Grabsteine aus der Zeit des Klassizismus gesammelt aufgestellt.

## Ausstattung
Ältestes Stück in der Kirche ist die Altarplatte, die aus einem einzelnen Stein gefertigt und mit fünf eingemeißelten Weihekreuzen verziert ist. Ebenfalls aus der frühen Zeit stammen vier Weihekreuze an der Ostwand sowie die Reste zweier weiterer an der Südwand.
Der Innenraum wirkt bäuerlich und bodenständig und hat den Stil des 17. und 18. Jahrhunderts weitgehend bewahrt, wenn seine Ausstattung auch mehrfach verändert worden ist. Die Deckenmalereien mit Ranken und Inschriften stammen aus dem Jahr 1685, die Kanzel aus dem Jahr 1686. Die ursprünglichen Emporen wurden 1663 eingebaut. Ein Kruzifix von 1500, ein Taufengel von 1768, ein Porträtepitaph von 1771 für den damaligen Gemeindepfarrer Winkler sind ebenfalls erwähnenswert. In einer separaten Vitrine wird eine reichhaltig ausgestattete Bibel von 1619/1620 aufbewahrt. Die Altarleuchter stammen aus dem Jahr 1721, ein weiterer 16-armiger Leuchter aus dem Jahr 1731, der Opferstock in der jetzigen Version ist von 1783. Bis 1952 stand in der Kirche ein Kanzelaltar, von dem in diesem Jahr die Kanzel abgetrennt und an die rechte Seitenwand gestellt wurde. Der heutige Altar wurde im gleichen Jahr aus mehreren Teilen neu zusammengestellt.
Die Fenster haben bis auf zwei gotische Fensteröffnungen ihre Form in der Barockzeit erhalten. Alle heute vorhandenen Fenster sind klar und ohne farbige Malereien ausgeführt, ausgenommen einen Hinweis auf den für das jeweilige Fenster verantwortlichen Spenderkreis. Der Innenraum ist auch auf das dadurch recht ungehindert eintretende Tageslicht angewiesen, denn es gibt nur für die Chorempore und den Altarraum eine sparsame elektrische Beleuchtung. Die Hauptbeleuchtung während aller Veranstaltungen erfolgt auch heute noch durch Kerzenlicht.

## Glocken
Die älteste Glocke wurde 1622 in Hamburg gegossen und trägt die Umschrift Si Deus pro nobis quis contra nos („Wenn Gott für uns, wer (mag dann) gegen uns (sein)“). Eine Zweite Glocke aus dem Jahre 1795 wurde im Ersten Weltkrieg abgeliefert. Die als Ersatz angeschaffte neue Glocke aus dem Jahr 1954 trägt das Vaterunser als Umschrift.

## Änderungen nach 1951
In den Jahren 1951 und 1952 erfolgte eine Instandsetzung der Kirche unter der Leitung des Architekten Walter Ahrendt. Dabei wurden Altar, Kanzel und Empore umgebaut und die verschalte Holzbalkendecke mit den Deckenmalereien wieder frei gelegt.
1978 bis 1980 mussten die eichene Balkendecke und der Turm auf Grund von Hausbockbefall umfangreich saniert werden.
Wegen des erhalten gebliebenen Charakters einer mittelalterlichen Dorfkirche gehört die Kirche zu den beliebtesten Hochzeitskirchen in Hamburg.

## Orgeln

### Schnitger-Orgel

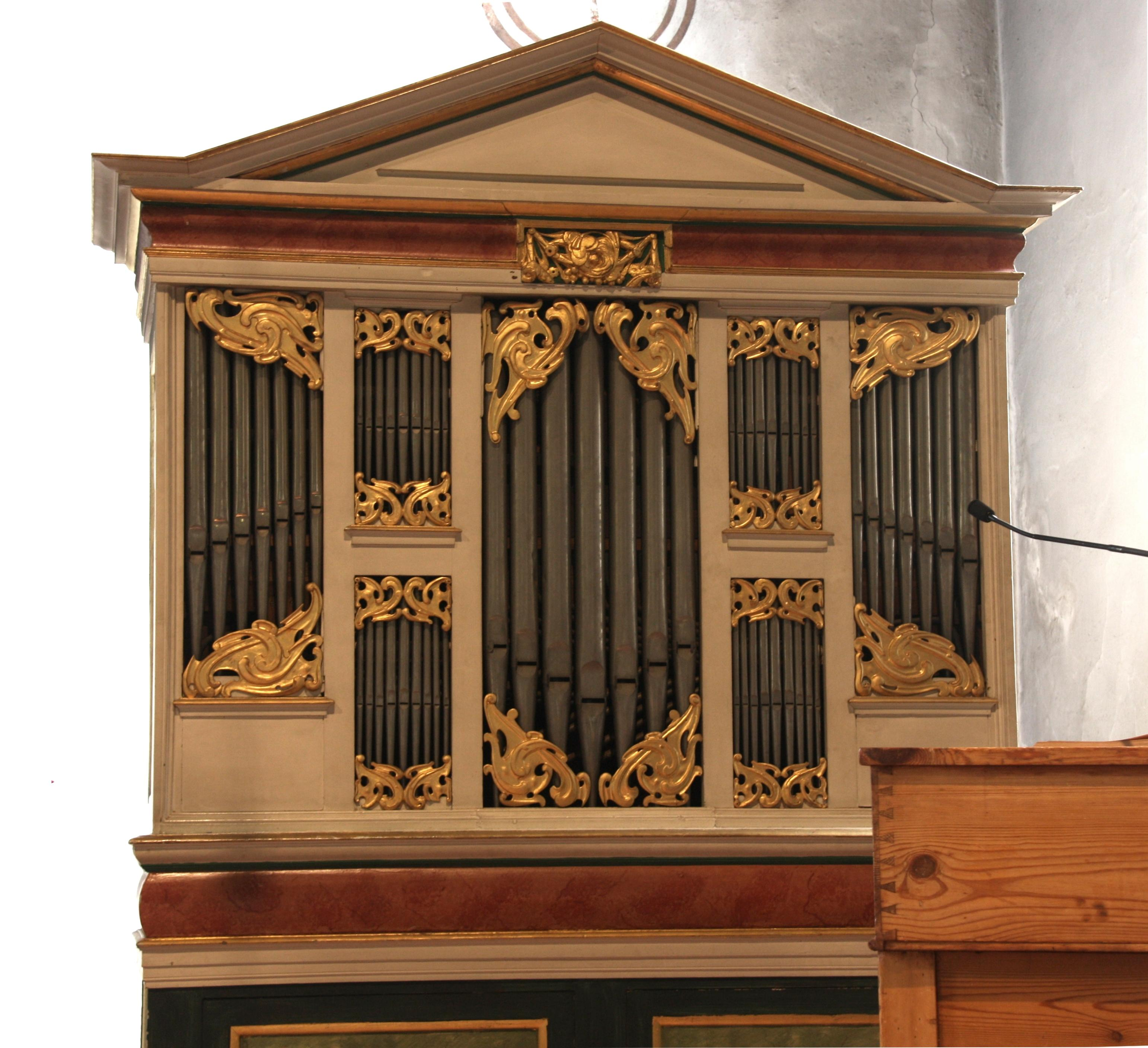
Prospekt der Schnitger-Orgel

Die älteste noch vorhandene Orgel von 1686 steht neben dem Altar und stammt aus der Werkstatt von Arp Schnitger. Sie war ursprünglich als Positiv gebaut, stand bis 1960 auf der Westempore und wurde 1961 durch Franz Grollmann in Altarnähe ebenerdig aufgestellt. Das Gehäuse, die Windlade und zwei bis drei Register sind original erhalten, der Giebel und einige Verzierungen sind später hinzugekommen.
Ihre Disposition lautet:
| Manual CDE–c3 |               |       |
| 1.            | Gedackt B/D   | 8′    |
| 2.            | Prinzipal B/D | 4′    |
| 3.            | Blockflöte    | 4′    |
| 4.            | Oktave        | 2′    |
| 5.            | Quinte        | 1 ⁄3′ |
| 6.            | Mixtur III    |       |
| 7.            | Zimbel II     |       |
| 8.            | Regal B/D     | 8′    |

### Rohlf-Orgel

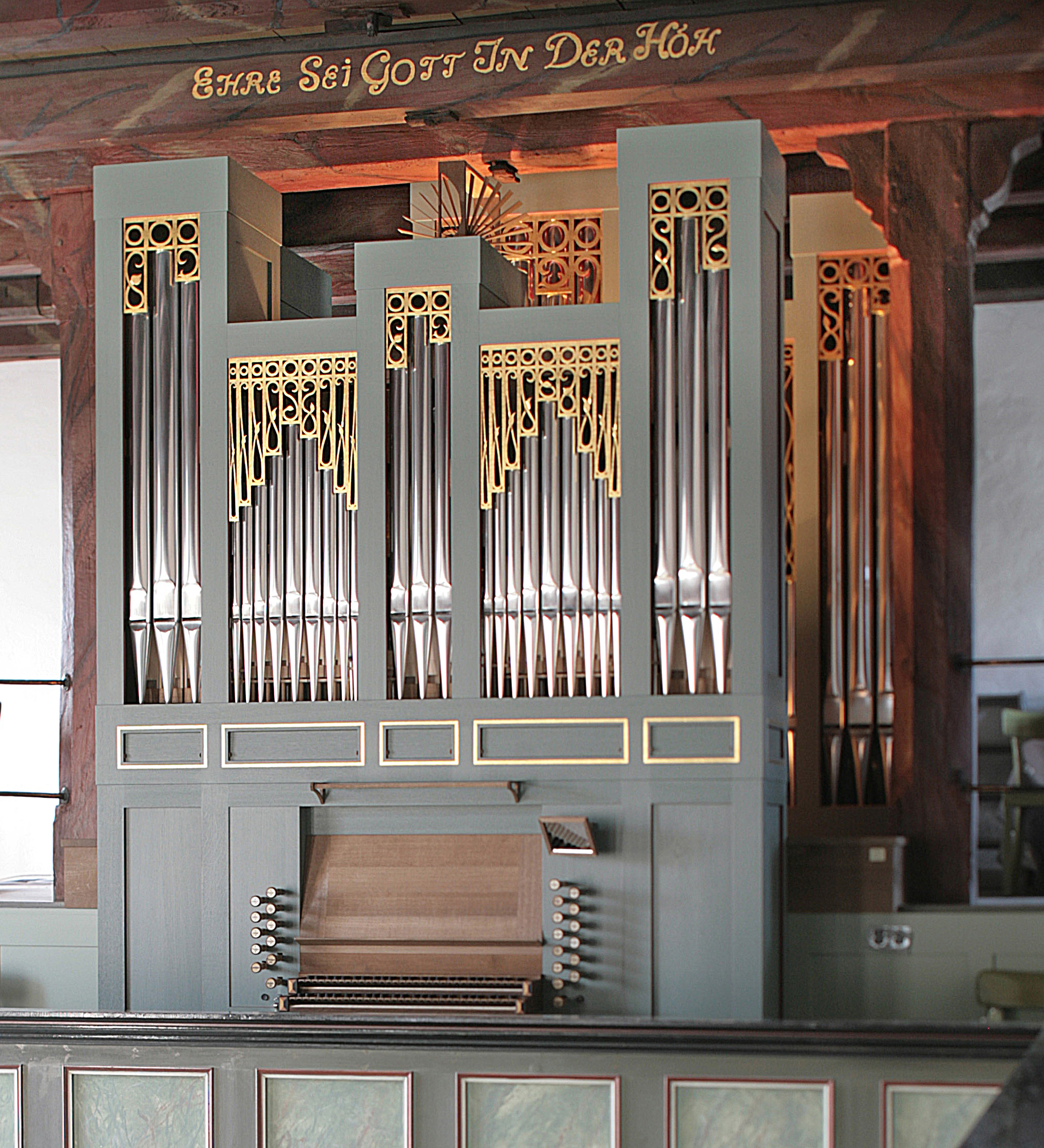
Rohlf-Orgel von 2014

Zu Ostern 2014 stellte die Orgelbaufirma Rohlf als Opus 190 die Hauptorgel für die Westempore fertig. Der Neubau verfügt über 17 Register, die auf zwei Manuale und Pedal verteilt sind. Vier Register im Pedal sind Transmissionen aus dem Hauptwerk. Die Disposition lautet wie folgt:
| I Hauptwerk C–g3 |            |        |
| 1.               | Principal  | 8′     |
| 2.               | Rohrflöte  | 8′     |
| 3.               | Octave     | 4′     |
| 4.               | Quinte     | 2 ⁄3′  |
| 5.               | Octave     | 2′     |
| 6.               | Terz       | 1 3⁄5′ |
| 7.               | Mixtur III | 1 ⁄3′  |
| 8.               | Trompete   | 8′     |
|                  | Tremulant  |        |

| I Positiv C–g3 |            |       |
| 9.             | Gedackt    | 8′    |
| 10.            | Praestant  | 4′    |
| 11.            | Flöte      | 4′    |
| 12.            | Octave     | 2′    |
| 13.            | Blockflöte | 2′    |
| 14.            | Quinte     | 1 ⁄3′ |
| 15.            | Dulcian    | 8′    |
|                | Tremulant  |       |

| Pedal C–f1 |                    |     |
| 16.        | Subbass            | 16′ |
|            | Octavbaß (aus HW)  | 8′  |
|            | Hohlflöte (aus HW) | 8′  |
|            | Octave (aus HW)    | 4′  |
|            | Trompete (aus HW)  | 8′  |
| 17.        | Fagott             | 16′ |

- Koppeln: II/I, I/P, II/P
- Zimbelstern

## Fotografien und Karte
Koordinaten: 53° 40′ 19,9″ N, 10° 7′ 34,8″ O

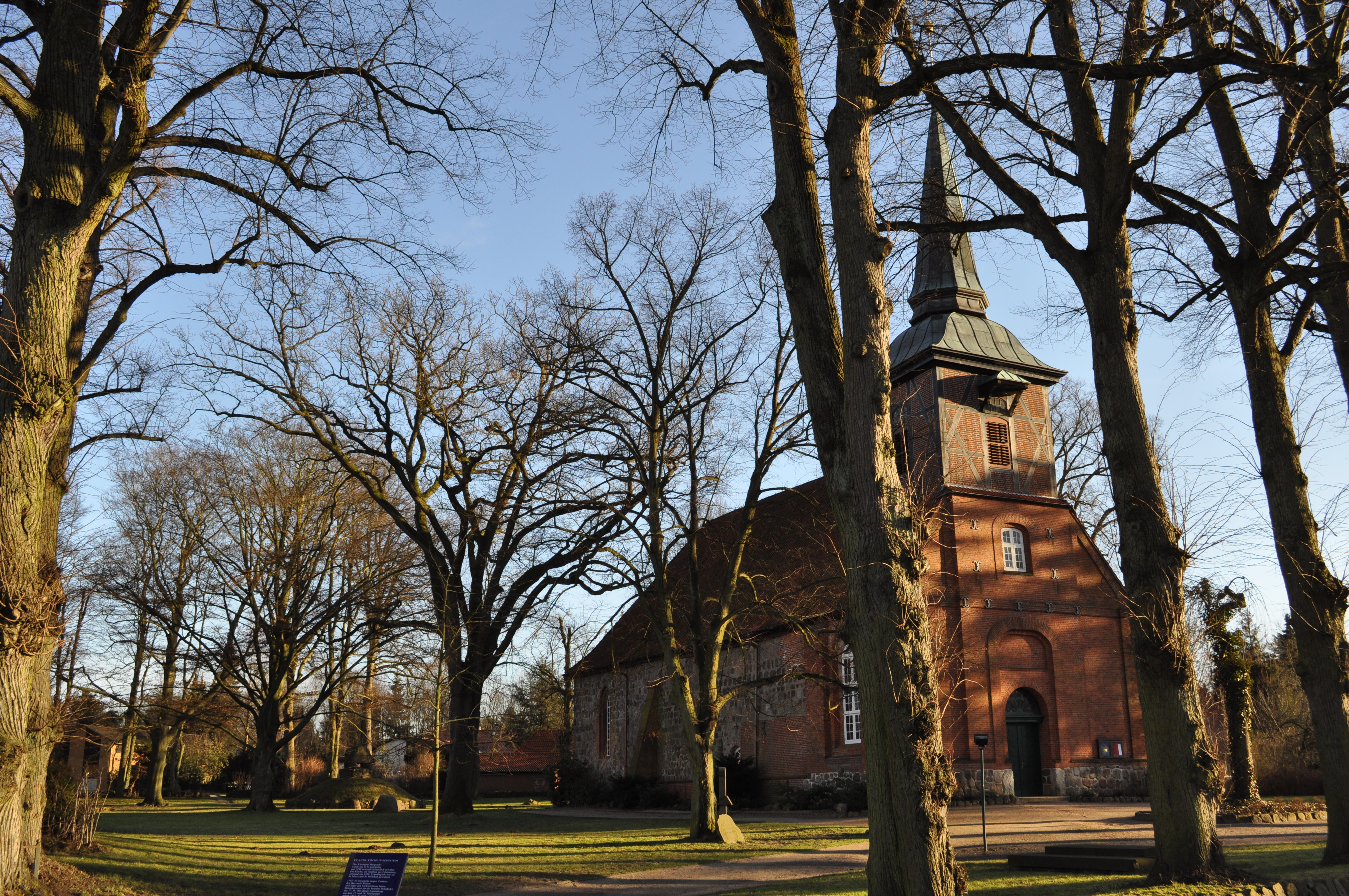
Ansicht mit Kirchhof
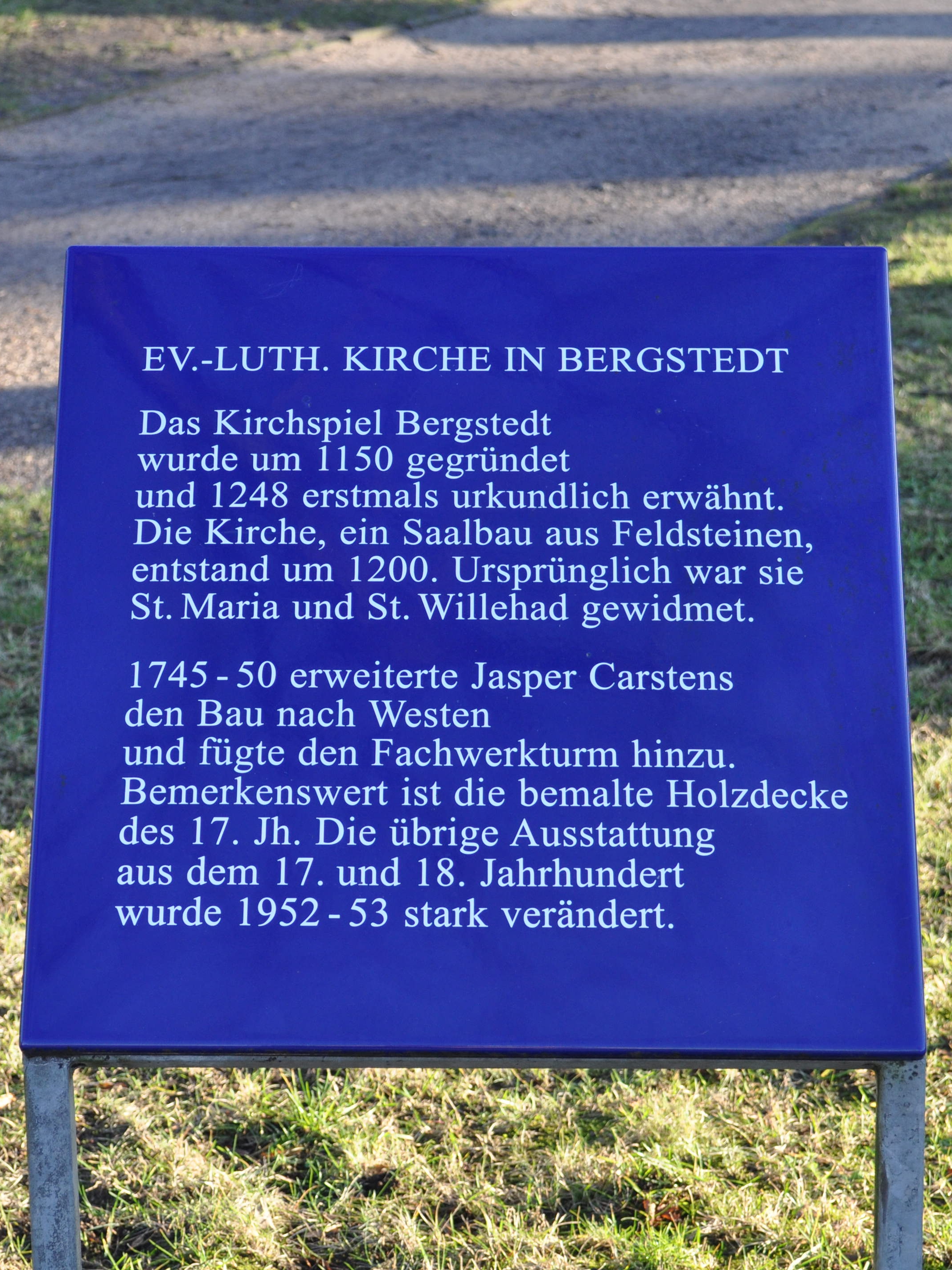
Infotafel am Kirchhof
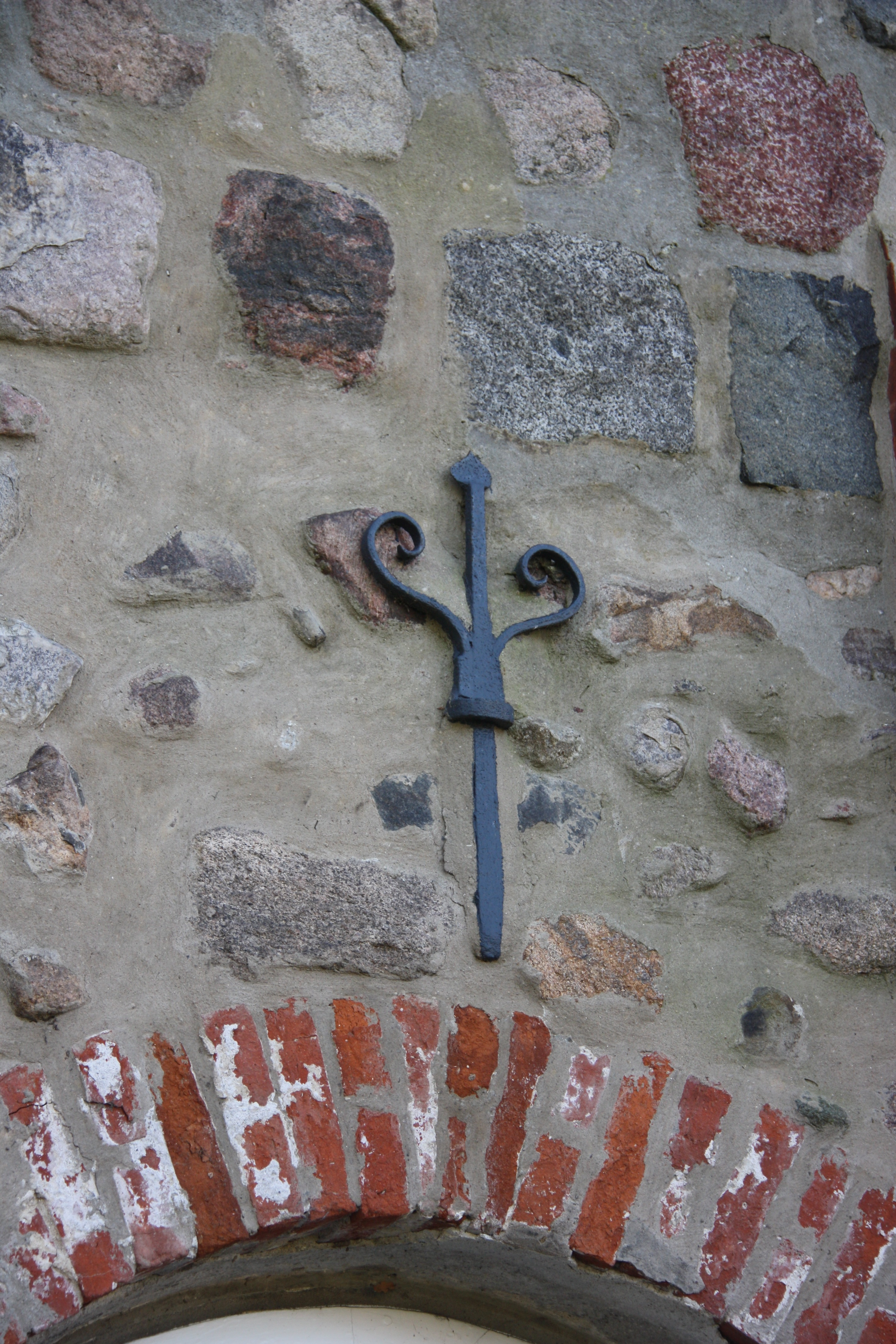
Maueranker in der Nordwand
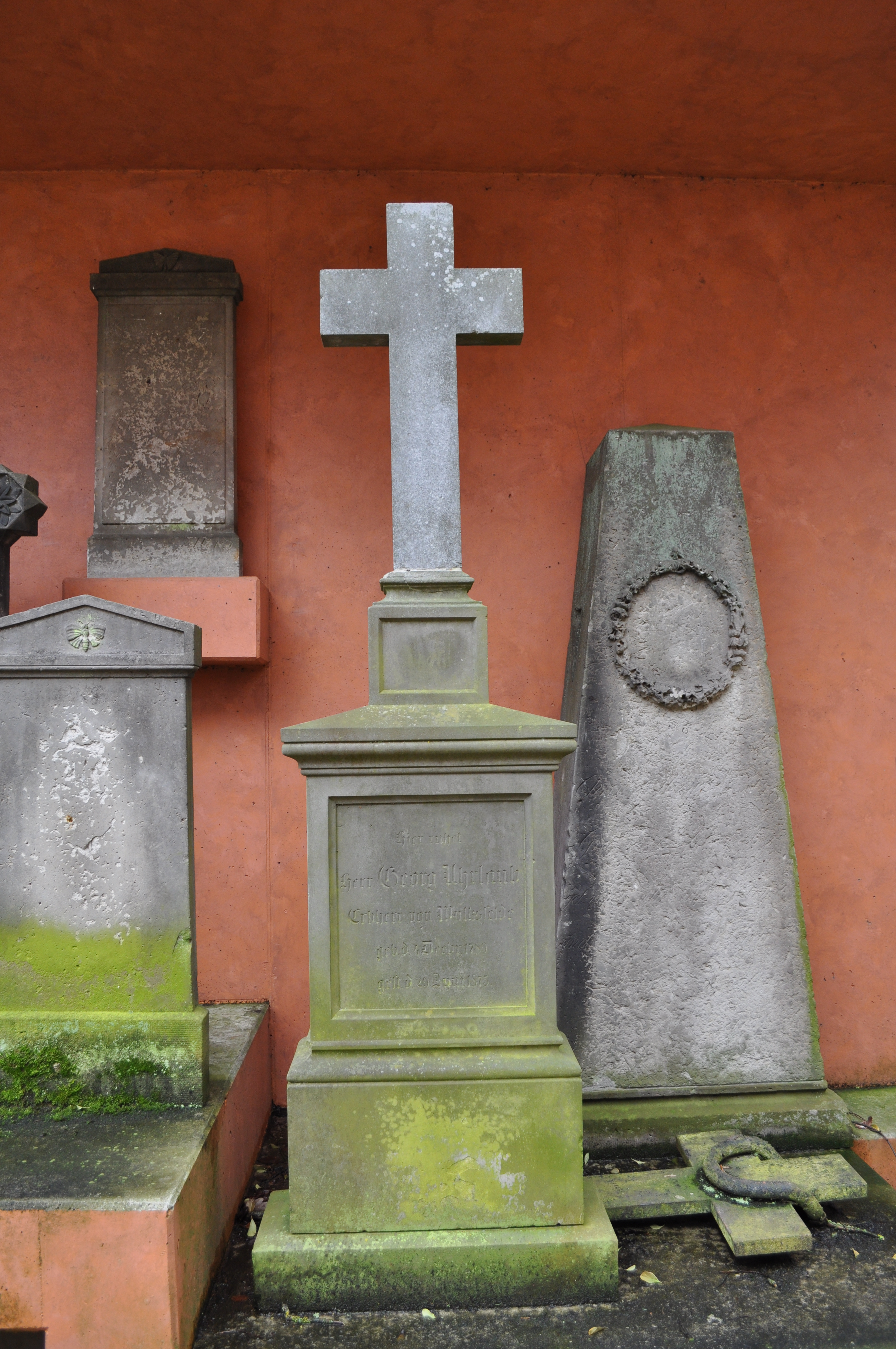
Grabmale des ehemaligen Friedhofes
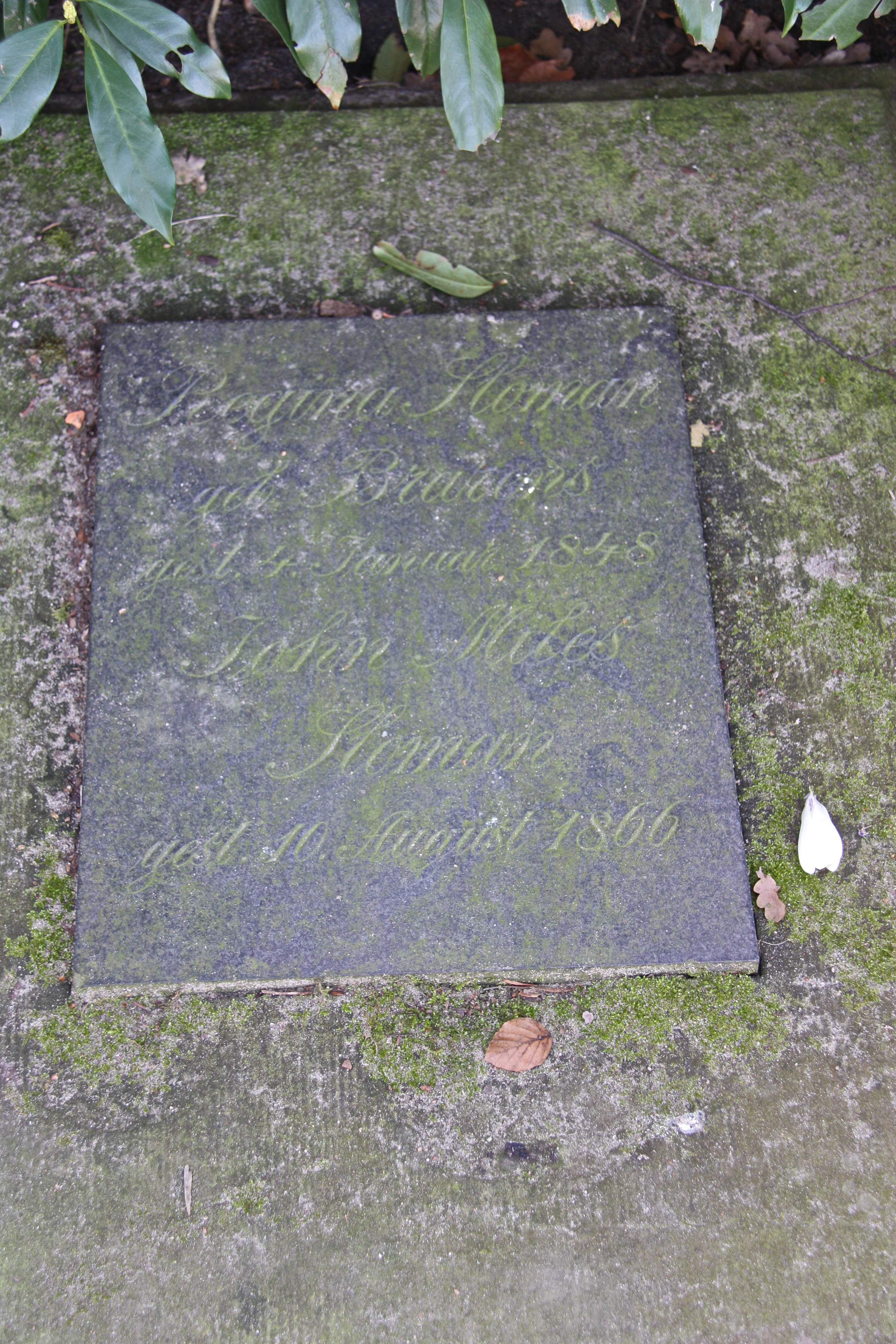
Sloman-Grab
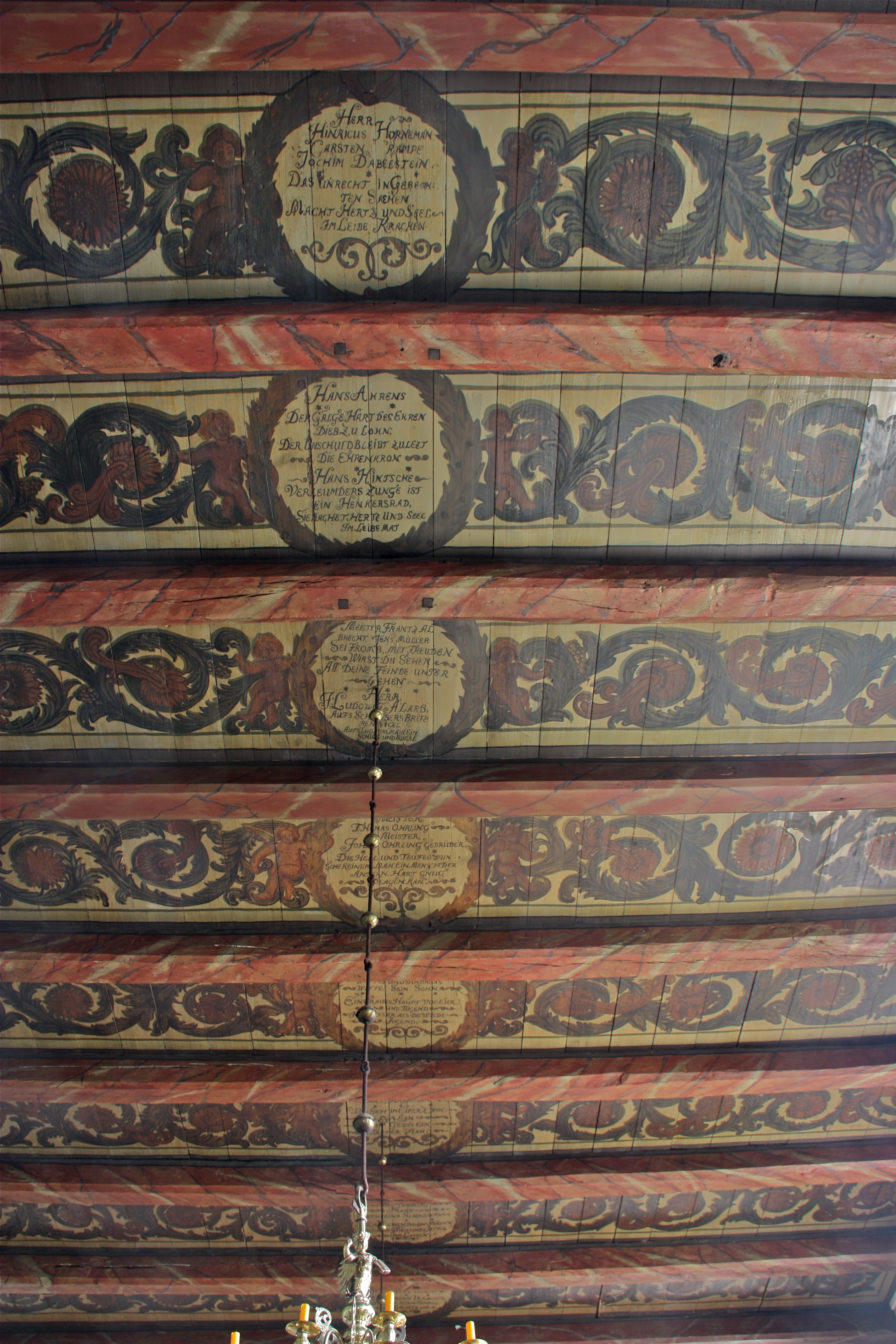
Bemalte Balkendecke
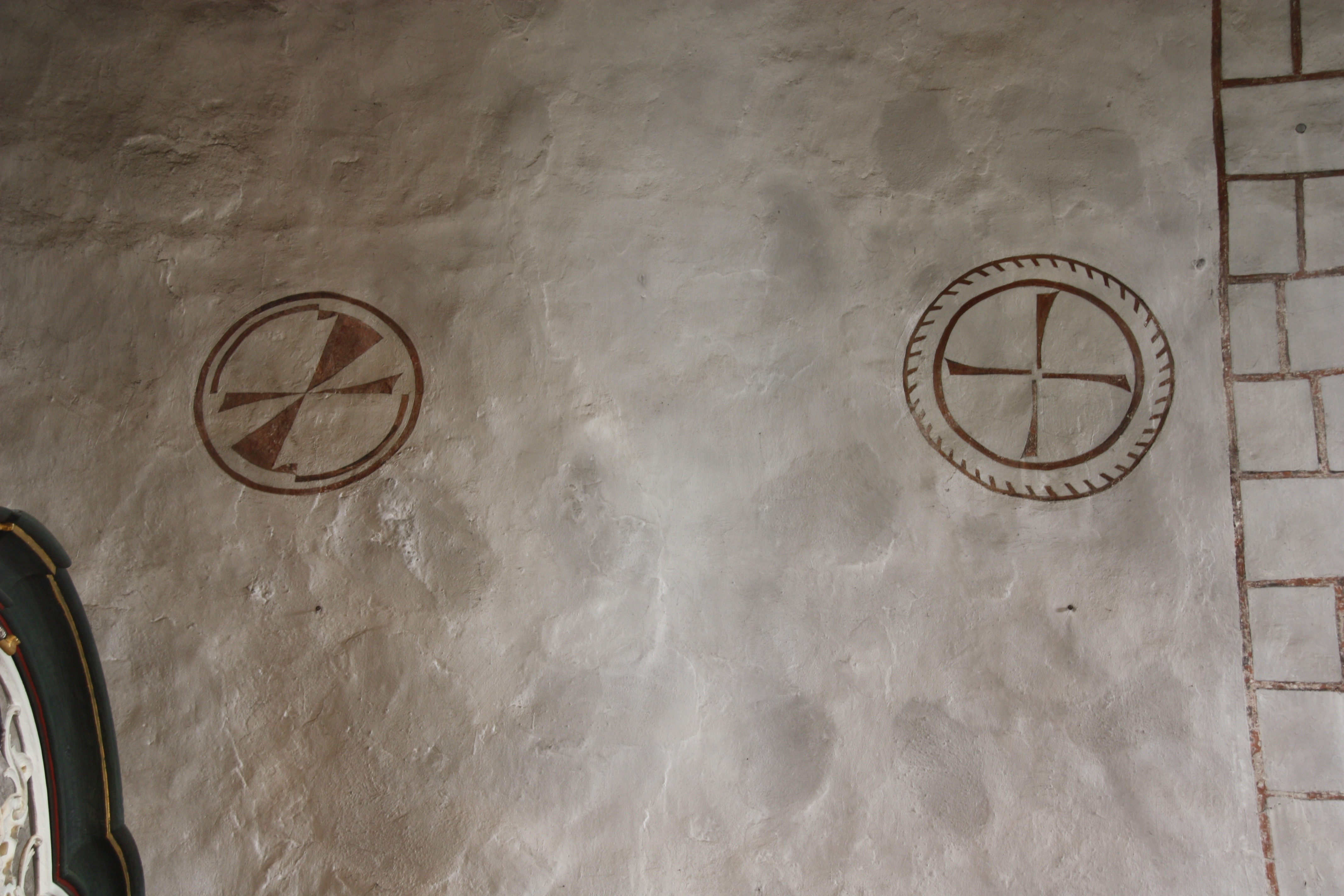
Weihekreuze an der Altarwand
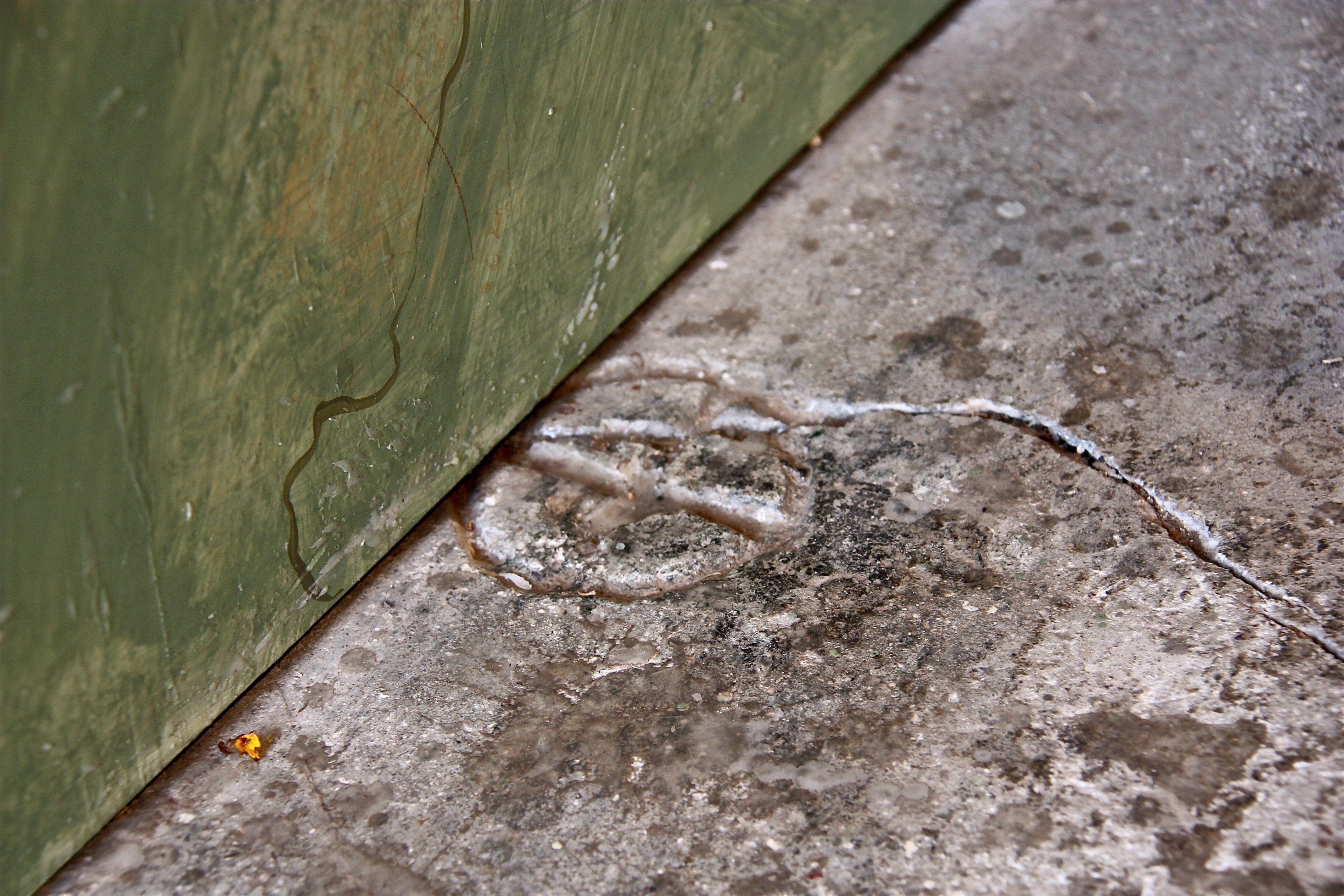
Eingemeißeltes Weihekreuz auf der Altarplatte
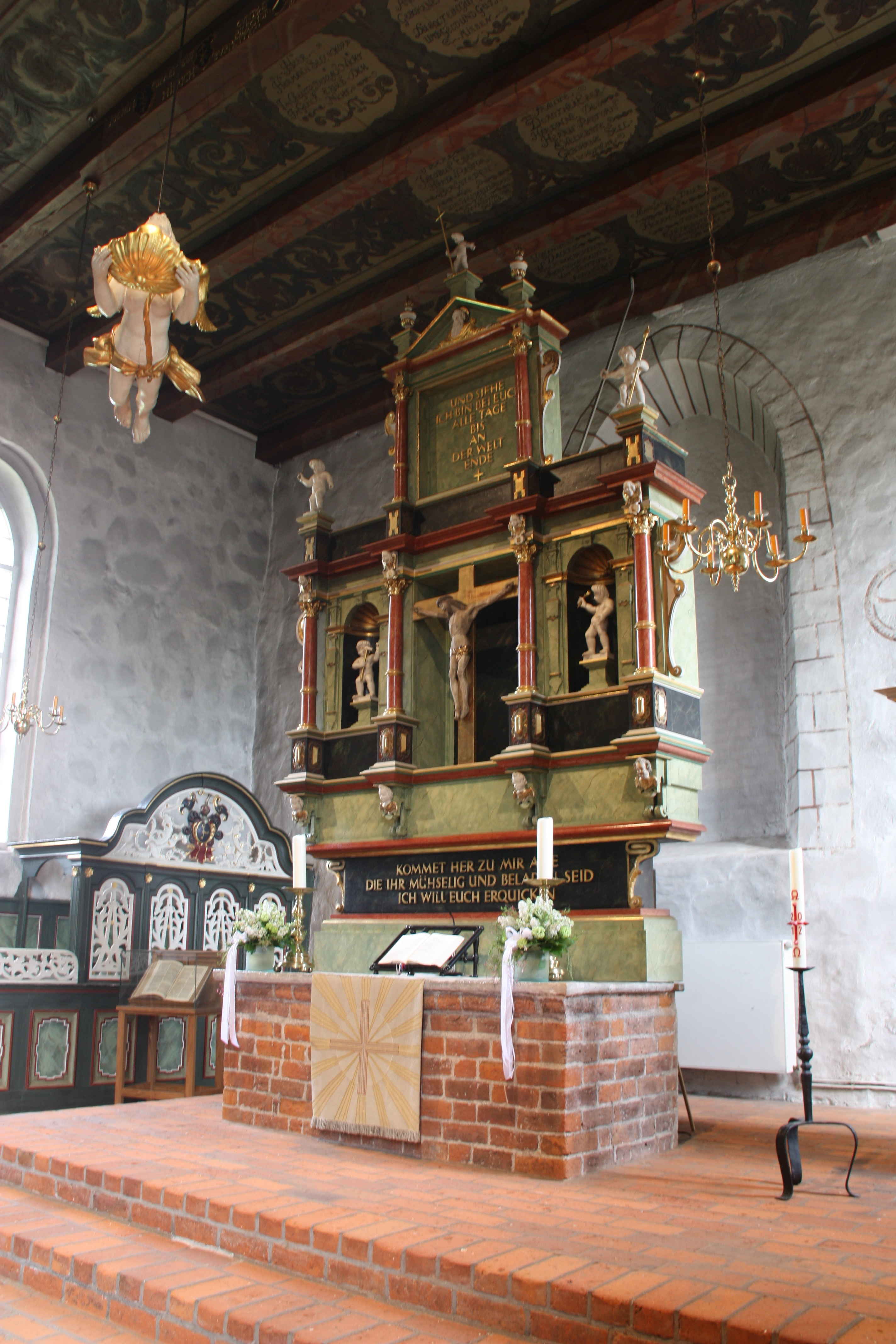
Altar, ehemals als Kanzelaltar ausgeführt
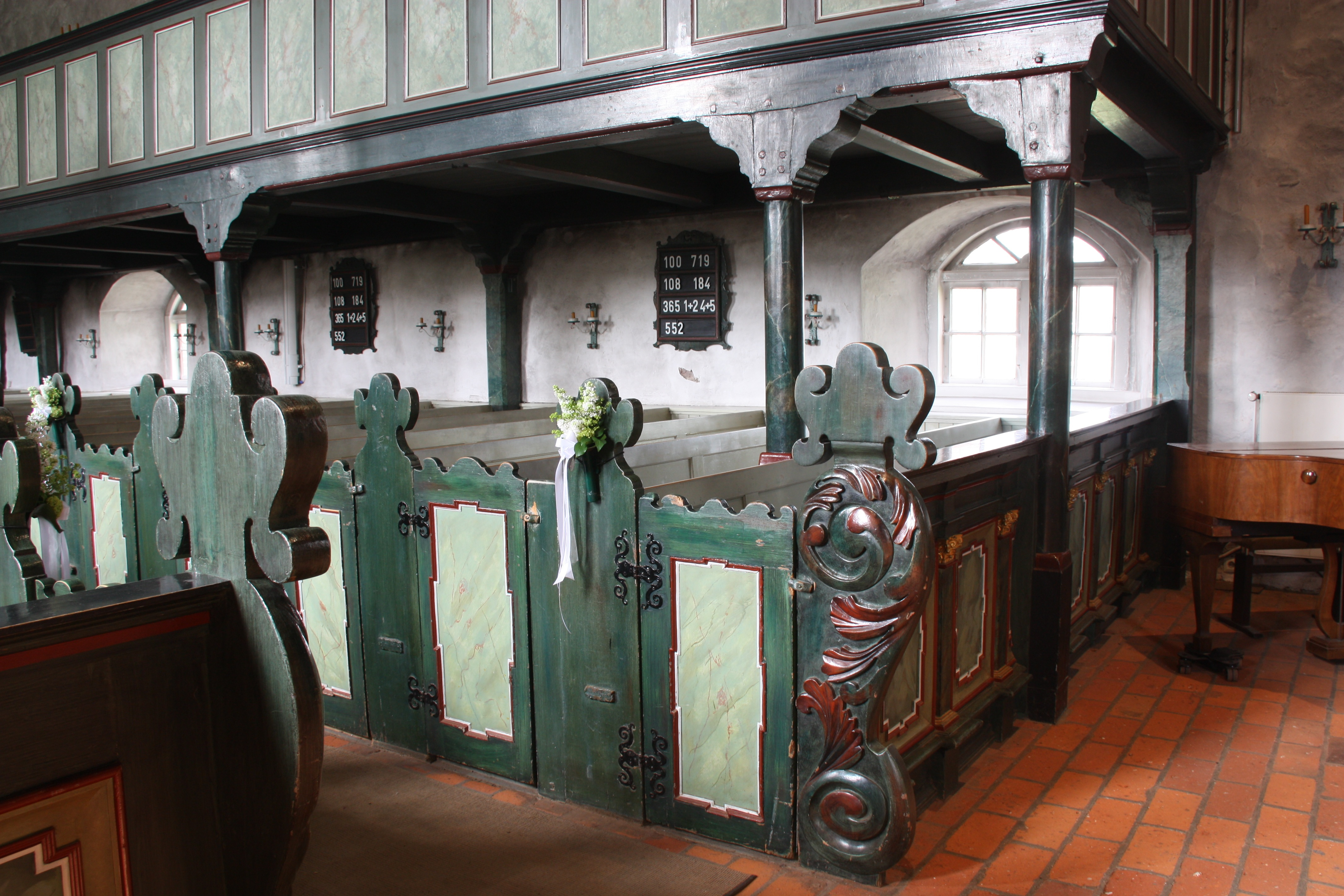
Schnitzereien am Gestühl
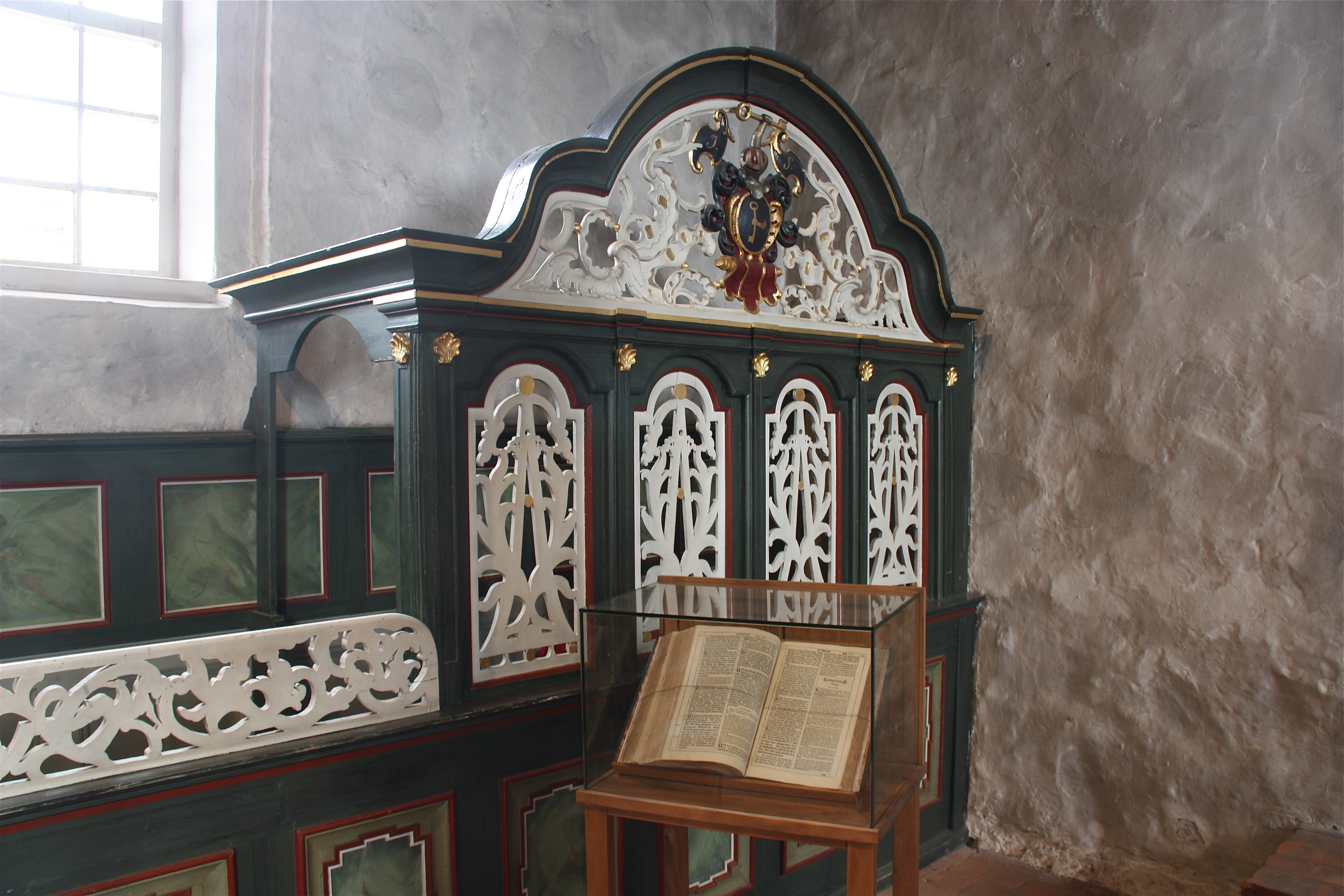
Ehemaliger Beichtstuhl mit Vitrine für die Bibel